# Dambenois
Dambenois és un municipi francès situat al departament del Doubs i a la regió de Borgonya - Franc Comtat. L'any 2007 tenia 693 habitants.

## Demografia

### Població
El 2007 la població de fet de Dambenois era de 693 persones. Hi havia 234 famílies de les quals 24 eren unipersonals (16 homes vivint sols i 8 dones vivint soles), 83 parelles sense fills, 123 parelles amb fills i 4 famílies monoparentals amb fills.
La població ha evolucionat segons el següent gràfic:
Habitants censats

### Habitatges
El 2007 hi havia 254 habitatges, 242 eren l'habitatge principal de la família i 11 estaven desocupats. 239 eren cases i 15 eren apartaments. Dels 242 habitatges principals, 226 estaven ocupats pels seus propietaris, 16 estaven llogats i ocupats pels llogaters i 1 estava cedit a títol gratuït; 10 tenien tres cambres, 48 en tenien quatre i 184 en tenien cinc o més. 217 habitatges disposaven pel capbaix d'una plaça de pàrquing. A 63 habitatges hi havia un automòbil i a 171 n'hi havia dos o més.

### Piràmide de població
La piràmide de població per edats i sexe el 2009 era:
| Homes | Edats   | Dones |
| ----- | ------- | ----- |
| 0     | 95 o +  | 0     |
| 0     | 90 a 94 | 0     |
| 0     | 85 a 89 | 0     |
| 0     | 80 a 84 | 0     |
| 0     | 75 a 79 | 0     |
| 4     | 70 a 74 | 0     |
| 12    | 65 a 69 | 24    |
| 8     | 60 a 64 | 8     |
| 16    | 55 a 59 | 16    |
| 40    | 50 a 54 | 20    |
| 28    | 45 a 49 | 32    |
| 40    | 40 a 44 | 36    |
| 28    | 35 a 39 | 28    |
| 16    | 30 a 34 | 12    |
| 20    | 25 a 29 | 16    |
| 12    | 20 a 24 | 4     |
| 36    | 15 a 19 | 28    |
| 32    | 10 a 14 | 36    |
| 20    | 5 a 9   | 20    |
| 16    | 0 a 4   | 4     |

## Economia
El 2007 la població en edat de treballar era de 501 persones, 382 eren actives i 119 eren inactives. De les 382 persones actives 355 estaven ocupades (191 homes i 164 dones) i 27 estaven aturades (11 homes i 16 dones). De les 119 persones inactives 47 estaven jubilades, 54 estaven estudiant i 18 estaven classificades com a «altres inactius».

### Ingressos
El 2009 a Dambenois hi havia 262 unitats fiscals que integraven 749 persones, la mediana anual d'ingressos fiscals per persona era de 22.752,5 €.

### Activitats econòmiques
Dels 10 establiments que hi havia el 2007, 1 era d'una empresa extractiva, 1 d'una empresa de construcció, 5 d'empreses de comerç i reparació d'automòbils, 2 d'empreses de transport i 1 d'una empresa classificada com a «altres activitats de serveis».
Dels 2 establiments de servei als particulars que hi havia el 2009, 1 era un taller de reparació d'automòbils i de material agrícola i 1 guixaire pintor.
L'any 2000 a Dambenois hi havia 3 explotacions agrícoles.

## Equipaments sanitaris i escolars
El 2009 hi havia una escola elemental.

## Poblacions més properes
El següent diagrama mostra les poblacions més properes.